# هارفي كلارك (ممثل)
هارفي كلارك (بالإنجليزية: Harvey Clark)‏ مواليد 4 أكتوبر 1885 في تشيلسي، الولايات المتحدة - الوفاة 19 يوليو 1938 في هوليوود، الولايات المتحدة، هو ممثل أمريكي بدأ مسيرته الفنية سنة 1915. ظهر في قرابة 198 فيلما. من أعماله اللهب السحري.

## روابط خارجية
- هارفي كلارك على موقع IMDb (الإنجليزية)
- هارفي كلارك على موقع أول موفي (الإنجليزية)
- هارفي كلارك على موقع قاعدة بيانات الأفلام السويدية (السويدية)
- هارفي كلارك على موقع قاعدة بيانات الفيلم (الإنجليزية)
- هارفي كلارك على موقع كينوبويسك (الروسية)